# تصنيف سودارسكي للعمالقة الغازية
Class Vأوضح دايفيد سودارسكي وزملاؤه تصنيف سودارسكي للعمالقة الغازية الذي يفيد في توقع مظهرها بالاعتماد على درجة حرارتها في ورقة علمية بعنوان طيف الانعكاس والوضاءة للكواكب الغازية خارج المجموعة الشمسية، وأعطوا المزيد من المعلومات في الورقة العلمية الطيف النظري والاغلفة الجوية للكواكب الغازية العملاقة، التي نُشرت قبل إجراء أي أرصاد مباشرة أو غير مباشرة لغلاف جوي خاص بكوكب خارج النظام الشمسي. إنه نظام تصنيف واسع يهدف إلى بعض التنظيم في التشكيلات الغنية المحتملة للأغلفة الجوية للعمالقة الغازية خارج النظام الشمسي.
تنقسم الكواكب الغازية العملاقة إلى خمس فئات (مرقمة باستخدام الأرقام الرومانية) حسب الخصائص الفيزيائية المُنمذجة لأغلفتها الجوية. يدخل المشتري وزحل فقط من النظام الشمسي ضمن تصنيف سودارسكي، ويقع الاثنان ضمن الفئة الأولى I. لا يمكن توقع مظهر الكواكب التي لا تنتمي للعمالقة الغازية بواسطة نظام سودارسكي، على سبيل المثال الكواكب الصخرية مثل الأرض، والزهرة، والكوكب إتش دي 85512 بي (3.6 من كتلة كوكب الأرض)، والكوكب أوجلي-2005- بي إل جي-390 إل بي (5.5 من كتلة كوكب الأرض)، أو العمالقة الجليدية مثل أورانوس (14 ضعف كتلة الأرض)، ونبتون (17 ضعف كتلة الأرض).

## خلفية
لم يكن مظهر الكواكب خارج النظام الشمسي معروفًا بشكل كبير بسبب صعوبة القيام بالأرصاد المباشرة للكواكب خارج النظام الشمسي، بالإضافة إلى إمكانية تطبيق التشابهات مع كواكب النظام الشمسي على القليل من الكواكب الخارجية المعروفة، لأن معظمها لا يشبه أيًا من كواكب النظام الشمسي، على سبيل المثال كواكب المشتري الحارّة.
يمكن رسم خريطة الأجسام التي تعبر أمام نجومها بشكل طيفي، على سبيل المثال الكوكب إتش دي 189733 بي. ظهر أنّ هذا الكوكب ذو لون أزرق مع نسبة وضاءة أكبر (أكثر إشراقًا) من 0.14. معظم الكواكب العابرة هي كواكب مشتري حارة.
يعتمد تخمين مظهر الكواكب الخارجية غير المرئية حاليًا على النماذج الحسابية للغلاف الجوي المحتمل لمثل هكذا كواكب، على سبيل المثال كيفية استجابة مخطط درجة الحرارة–الضغط للغلاف الجوي ومكوناته للدرجات المتفاوتة من التعرض لأشعة الشمس.

## الفئات الكوكبية

### الفئة الأولى I: سُحب الأمونيا
تسيطر سُحُب الأمونيا على مظهر الكواكب في هذه الفئة. توجد هذه الكواكب في المناطق الخارجية من النظام الكوكبي، وتوجد في درجات حرارة أقل من 150 كلفن (120- درجة مئوية، 190- فهرنهايت). تبلغ وضاءة بوند المتوقعة لكوكب من الفئة I يدور حول نجم يشبه الشمس 0.57، بالمقارنة مع القيمة 0.343 لكوكب المشتري، و0.342 لكوكب زحل. يمكن حساب هذا التناقض جزئيًا عن طريق الأخذ بعين الاعتبار متكثفات اللاتوازن مثل الثولين أو الفسفور، المسؤولة عن السحب الملونة في الغلاف الجوي الجوفياني، والتي لا تُنمذج في الحسابات.
تفرض درجات الحرارة لكواكب الفئة I نجمًا باردًا أو مدارًا بعيدًا. قد تكون النجوم السابقة خافتة جدًا بالنسبة لنا لمعرفة وجودها حتى، وقد تكون المدارات الأخيرة (مدارات الكواكب البعيدة عن النجم) غير واضحة جدًا لنلاحظها إلا بعد عدة أرصاد لهذه المدارات «خلال سنوات» (حسب قانون كبلر الثالث). تملك الكواكب الجيوفانية الفائقة كتلة كافية لدعم هذه الأرصاد، لكن ستكون الحرارة الداخلية لكوكب جيوفياني فائق بعمر كوكب المشتري أعلى من الحرارة الداخلية لكوكب المشتري، ما سيؤدي إلى تموضعه في فئة أعلى.
في عام 2015، صُنّف الكوكبان 47 الدب الأكبر ج وَ47 الدب الأكبر د ضمن كواكب الفئة I. قد يكون الكوكبان إبسلون أندروميدا إي وَ55 السرطان دي (55 كانكري-دي) ضمن كواكب الفئة I أيضًا.

### الفئة الثانية II: سُحب الماء
إنّ الكواكب ضمن هذه الفئة دافئة جدًا لتشكّل سُحب الأمونيا، وعوضًا عن ذلك، فإن سحبها مكونة من بخار الماء. من المتوقع أن تكون الكواكب التي تحمل هذه الخصائص ذات درجات حرارة أقل من 250 كلفن تقريبًا (23- درجة مئوية، 10- فهرنهايت). إنّ السحب المائية أكثر انعكاسية من سحب الأمونيا، وتبلغ وضاءة بوند المتوقعة لكواكب الفئة II التي تدور حول نجوم تشبه الشمس 0.81. وعلى الرغم من هذا، تشابه سحب هكذا كوكب السحب الموجودة على كوكب الأرض، إلا أن غلافها الجوي يتكون بشكل رئيسي من الهيدروجين والجزيئات الغنية بالهيدروجين مثل الميثان.
أمثلة على كواكب من المحتمل أنها من الفئة II: إتش دي 45364 بي، وإتش دي 45364 سي، وإتش دي 28185 بي، وغليزا 876 بي وغليزا 876 سي، وإبسلون أندروميدا دي، و55 السرطان إف (55 كانكري-إف)، و47 الدب الأكبر ب، وبّي إتش 2 بي، وكيبلر 90 إتش، وإتش دي 10180 جي.

### الفئة الثالثة III: بِلا سُحب
تتميز هذه الكواكب بدرجات حرارة متوازنة بين 350 كلفن (170 فهرنهايت، 80 درجة مئوية) و800 كلفن (980 فهرنهايت، 530 درجة مئوية) إذ لا يتشكّل غطاء شامل من السحب، لأن الغلاف الجوي لهذه الكواكب يفتقر إلى المواد الكيميائية المناسبة لتشكيل السحب. ستظهر هذه الكواكب كعوالم باللون الأزرق السماوي دون أي ملامح (معالم)، بسبب تبعثر رايلي وعمليات الامتصاص التي يقوم بها الميثان في أغلفتها الجوية، ما يجعلها تبدو كنسخ من أورانوس ونبتون مشابهة بكتلتها للكواكب الجيوفانية. بالنسبة لوضاءة بوند، فهي منخفضة بسبب نقص طبقات السحب العاكسة، وتبلغ نحو 0.12 للكواكب ضمن الفئة III التي تدور حول نجم يشبه الشمس. وهي توجد في المناطق الداخلية من الأنظمة الكوكبية، وتطابق كوكب عطارد في موقعها تقريبًا.
كواكب من المحتمل أنها من الفئة III: إتش دي 37124 بي، وإتش دي 18742 بي، وإتش دي 178911 بي بّي، و55 السرطان سي (55 كانكري-سي)، وإبسلون أندروميدا سي، وكبلر 89 إي، وكوروت 9 بي، وإتش دي 205739 بي. أما في الكواكب التي تزيد درجة حرارتها عن 700 كلفن (800 فهرنهايت، 430 درجة مئوية)، فيُحتمل أن توفر الكبريتيدات والكلوريدات سحبًا شبيهة بالسحب السمحاقية.

### الفئة الرابعة IV: الفلزات القلوية
يصبح أوّل أوكسيد الكربون في درجات حرارة أعلى من 900 كلفن (630 درجة مئوية، 1160 فهرنهايت) الجزيء الحامل للكربون المهيمن في الغلاف الجوي للعملاق الغازي (عوضًا عن الميثان). من ناحية أخرى، تزداد غزارة المعادن القلوية مثل الصوديوم بشكل ملحوظ، ومن المتوقع أن تكون الخطوط الطيفية للصوديوم والبوتاسيوم بارزة في طيف العملاق الغازي. تشكّل الكواكب ضمن هذه الفئة سحبًا ذات سطوح علوية مكونة من السيليكات والحديد متوضعة في عمق أغلفتها الجوية، لكن من غير المتوقع أن يؤثر هذا على طيفها. من المتوقع أن تكون وضاءة بوند للكواكب المصنفة ضمن الفئة IV وتدور حول نجم يشبه الشمس منخفضة جدًا، وتصل إلى 0.03 بسبب الامتصاص الكبير الذي تقوم به الفلزات القلوية. يُشار إلى العمالقة الغازية ضمن الفئتين IV وV باسم كواكب المشتري الحارة.
يُصنف الكوكب 55 السرطان بي ضمن الفئة IV.
يشكل الكوكب إتش دي 209458 بي عند درجة حرارة 1300 كلفن (1000 درجة مئوية) كوكبًا ذا وضاءة هندسية تساوي الصفر، ضمن حدود خطأ مسموحة. لاحظت ناسا عام 2001 الصوديوم في غلافه الجوي في أثناء عبوره، رغم أنه كان أقل من المتوقع. يستضيف هذا الكوكب سحابة علوية ذات سطح شديد الامتصاص للحرارة، لذلك تكون طبقة الستراتوسفير تحتها باردة نسبيًا. تفترض النماذج أنّ هذه السحابة المظلمة تتكون من أوكسيد التيتانيوم/الفاناديوم (تُختصر في بعض الأحيان إلى «تيفو» )، ويمكن أن تصنف حسب سودارسكي عن طريق المقارنة مع الأقزام الحمراء،. لكن تركيبها الحقيقي غير المعروف حتى الآن.
إنّ الكوكب إتش دي 189733 بي، الذي تتراوح درجات حرارته بين 920-1200 كلفن (650-930 درجة مئوية)، مؤهل ليكون ضمن الفئة IV. لكن في أواخر 2007، ظهر بعد القياس باللون الأزرق الداكن، بالإضافة لوضاءة أكبر من 0.14. (على الأرجح بسبب التوهج المشع «لبقعته الحارة»). لم يُثبت امتلاكه لطبقة ستراتوسفير بشكل قاطع حتى الآن.
نظرًا إلى وضاءة الكوكب تي آر إي إس 2 بي المنخفضة المُقاسة، فقد صُنّف ضمن الفئة IV.

### الفئة الخامسة V: سُحب السيليكات
تتضمن هذه الفئة العمالقة الغازية شديدة السخونة ذات درجات الحرارة الأعلى من 1400 كلفن (2100 فهرنهايت، 1100 درجة مئوية) أو الكواكب الأبرد ذات الجاذبية الأقل من جاذبية المشتري، ومن المتوقع أن تكون السطوح العلوية لسحبه المكونة من الحديد والسيليكات متوضعة في مكان عالٍ من الغلاف الجوي، ومن المتوقع أن تكون وضاءة بوند للكواكب المصنفة ضمن الفئة V وتدور حول نجم يشبه الشمس 0.55، وذلك بسبب انعكاسية السطوح العلوية للسحب. في درجات حرارة كهذه، قد يتوهج العملاق الغازي باللون الأحمر الناتج عن الإشعاع الحراري، ولكن بشكل عام يتفوق الضوء المنعكس على الإشعاع الحراري. بالنسبة للنجوم ذات القدر الظاهري (مقدار اللمعان) المرئي الذي يقل عن 4.50، فإنّ الكواكب التي تدور حولها يمكن أن تُرى نظريًا من خلال معداتنا على سطح الأرض. تتضمن الأمثلة على هكذا كواكب 51 الفرس الأعظم بي، وإبسلون أندروميدا بي. يمكن تصنيف إتش إيه تي-بّي-11بي وتلك العمالقة الغازية خارج النظام الشمسي التي يكتشفها تلسكوب كبلر ضمن الفئة V، مثل كبلر 7 بي، وإتش إيه تي-بّي-7 بي، وكبلر 13 بي.